# Esquilo-centro-americano

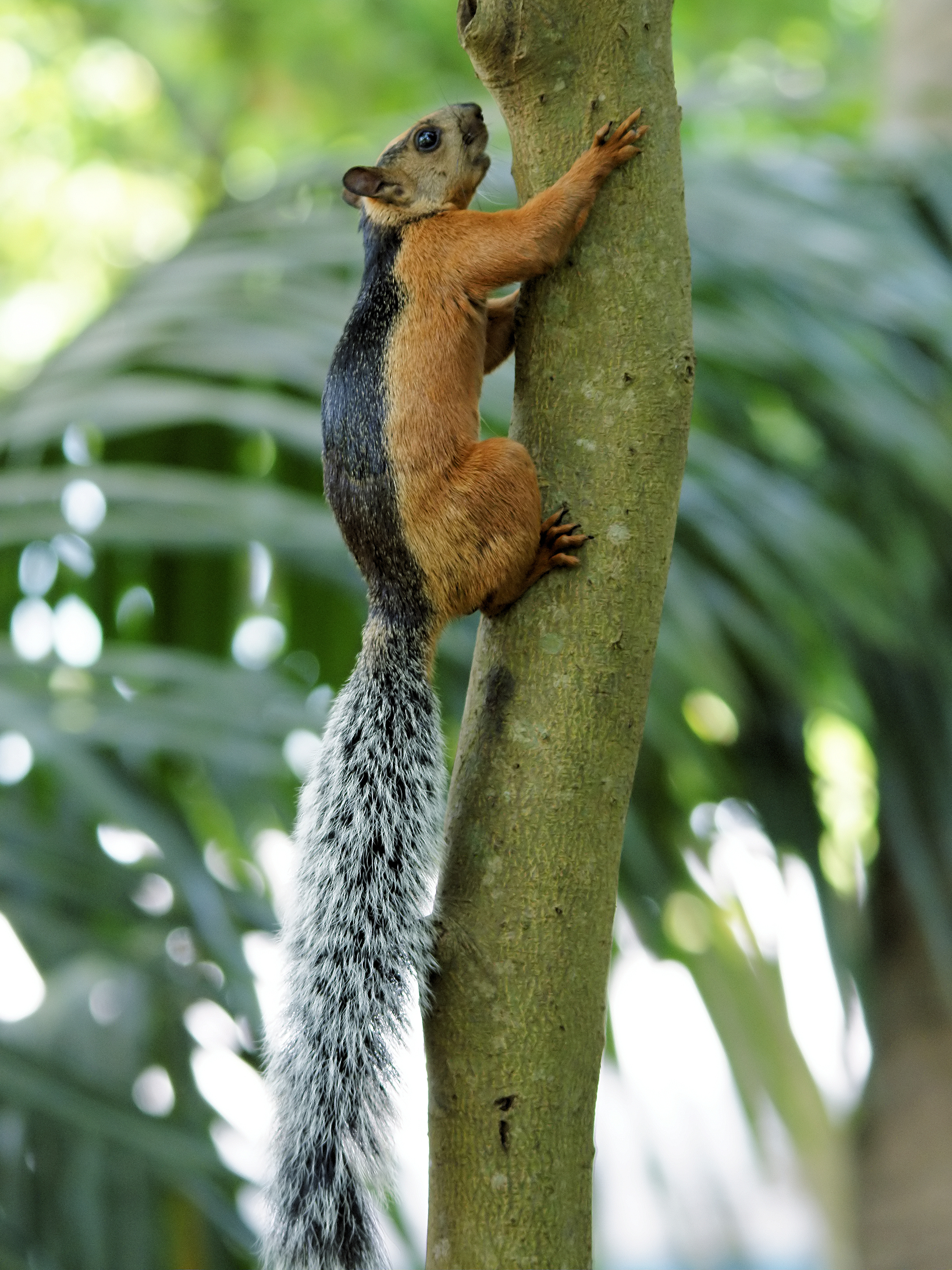

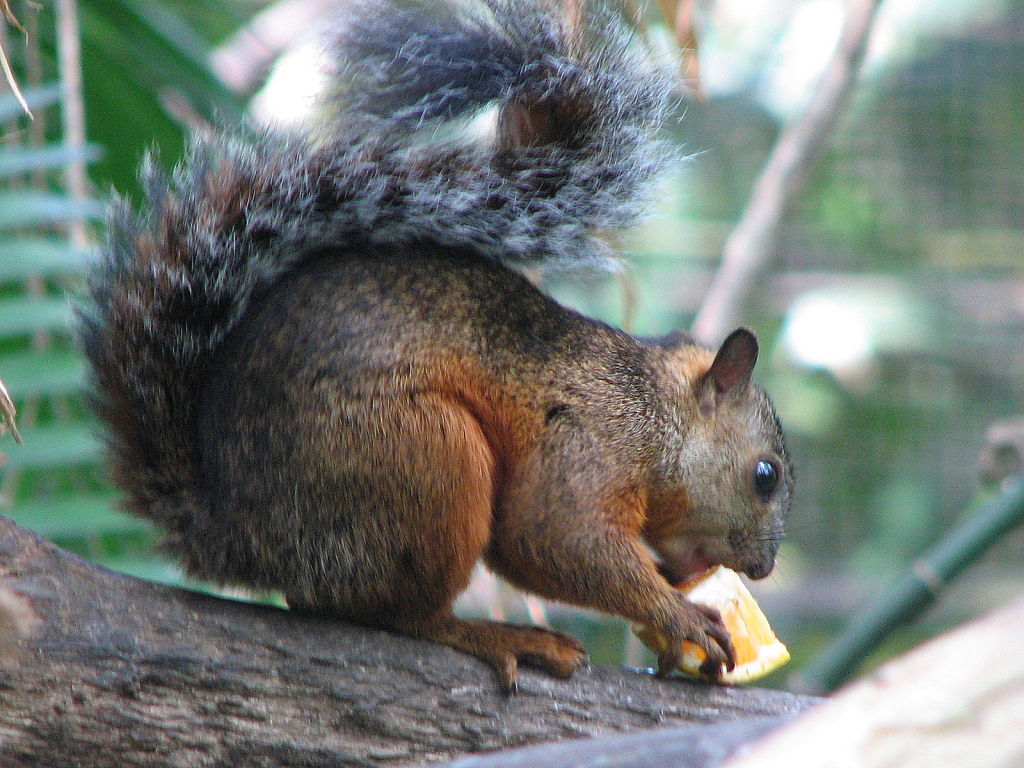
San José, Costa Rica.

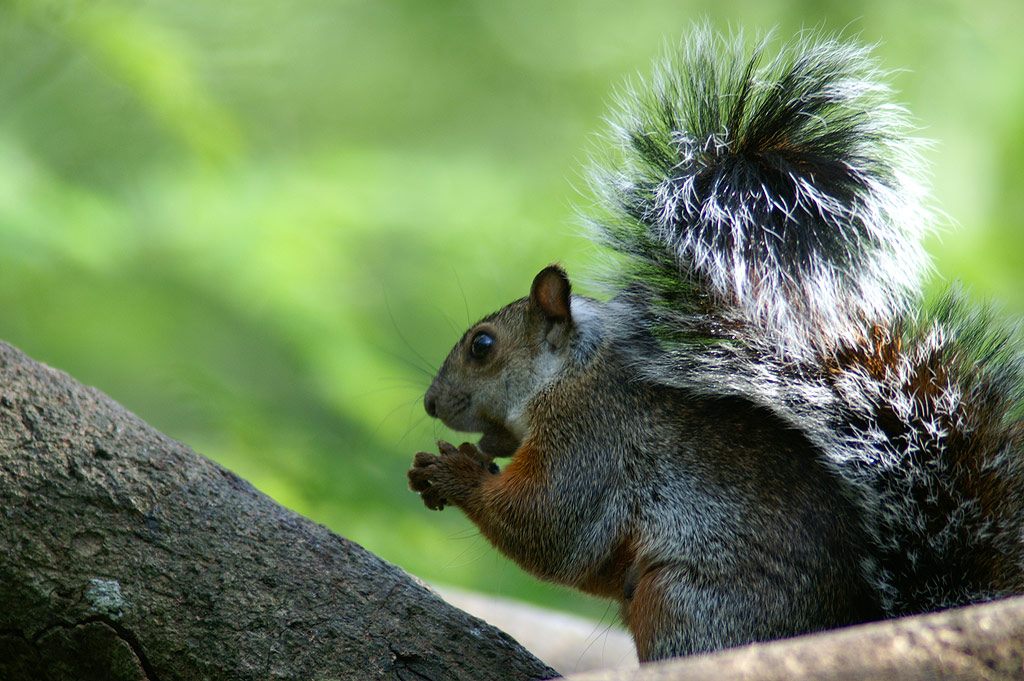
S. v. dorsalis, Costa Rica.

O Esquilo centro americano (Sciurus variegatoides) é uma espécie de esquilo arborícola pertencente ao gênero Sciurus encontrado nas florestas da América Central, desde o sul do México até o Panamá. Possui de 22 a 34 centímetros de comprimento do corpo aproximadamente, e mais outro tanto da cauda. Como a maioria dos esquilos de seu gênero, esta espécie alimenta-se de frutas e sementes e se locomove nas árvores com agilidade. Possui hábitos solitários, diurnos e arborícolas.